# Sophronica albopicta
Sophronica albopicta là một loài bọ cánh cứng trong họ Cerambycidae.